# National Trophy Series 2022-2023
Navigation
2021-2022 2023-2024
Le National Trophy Series 2022-2023 a lieu du 9 octobre 2022 à Derby au 8 janvier 2023 à Gravesend. Elle comprend six manches. Toutes les épreuves font partie du calendrier de la saison de cyclo-cross 2022-2023.

## Résultats

### Podiums masculins
| # | Date        | Lieu           | Vainqueur               | Deuxième         | Troisième          | Leader du classement général |
| - | ----------- | -------------- | ----------------------- | ---------------- | ------------------ | ---------------------------- |
| 1 | 9 octobre   | Derby          | Witse Meeussen          | Thomas Mein      | Toby Barnes        | Witse Meeussen               |
| 2 | 23 octobre  | Falkirk        | Cameron Mason           | Ben Chilton      | Toby Barnes        | Toby Barnes                  |
| 3 | 30 octobre  | South Shields  | Thomas Mein             | Jenson Young     | Joseph Beckingsale | Jenson Young                 |
| 4 | 20 novembre | Paignton       | Toby Barnes             | Joseph Blackmore | Jenson Young       | Toby Barnes                  |
| 5 | 18 décembre | Broughton Hall | Corran Carrick-Anderson | Joseph Blackmore | Thomas Mein        | Toby Barnes                  |
| 6 | 8 janvier   | Gravesend      | Thomas Mein             | Joseph Blackmore | Daniel Barnes      | Toby Barnes                  |

### Podiums féminins
| # | Date        | Lieu           | Vainqueur           | Deuxième            | Troisième        | Leader du classement général |
| - | ----------- | -------------- | ------------------- | ------------------- | ---------------- | ---------------------------- |
| 1 | 9 octobre   | Derby          | Anna Kay            | Nikki Brammeier     | Xan Crees        | Anna Kay                     |
| 2 | 23 octobre  | Falkirk        | Millie Couzens      | Alderney Baker      | Ishbel Strathdee | Alderney Baker               |
| 3 | 30 octobre  | South Shields  | Anna Kay            | Alderney Baker      | Christina Wiejak | Alderney Baker               |
| 4 | 20 novembre | Paignton       | Annie Last          | Millie Couzens      | Christina Wiejak | Alderney Baker               |
| 5 | 18 décembre | Broughton Hall | Ella Maclean-Howell | Annie Last          | Millie Couzens   | Alderney Baker               |
| 6 | 8 janvier   | Gravesend      | Millie Couzens      | Ella Maclean-Howell | Meg De Bruyne    | Alderney Baker               |